# The Beatnik Termites
The Beatnik Termites é uma banda de pop-punk de Cleveland.

## Discografia
- Self-titled (1989)
- Ode to Susie & Joey / Termite Hop (1990)
- Schoolboy's Dream (1993)
- Taste the Sand (1995)
- Live at the Orifice (1997)
- Bubblecore (1996)
- Pleasant Dreams (1997)
- Girl Crazy (2003)